# Scaptesylodes incerta
Scaptesylodes incerta is een vlinder uit de familie van de grasmotten (Crambidae), uit de onderfamilie van de Spilomelinae. De wetenschappelijke naam van deze soort is voor het eerst voorgesteld als Scaptesyle incerta door Georg Semper in een publicatie uit 1899.
De soort komt voor in de Filipijnen.